# Glympis fraterna
Glympis fraterna là một loài bướm đêm trong họ Erebidae.